# Leslie Thorne
William Roberts Leslie Thorne (Greenock, 23 giugno 1916 – Troon, 13 luglio 1993) è stato un pilota automobilistico britannico.
Partecipò al Gran Premio di Gran Bretagna 1954 con una Connaught A terminando la gara al quattordicesimo posto.
Inoltre prese parte ad alcune gare di Formula 1 non valide per il Campionato Mondiale.

## Risultati in Formula 1
| 1954 | Scuderia      | Vettura   |  |  |  |  |    |  |  |  |  | Punti | Pos. |
| ---- | ------------- | --------- |  |  |  |  | -- |  |  |  |  | ----- | ---- |
| 1954 | Ecurie Ecosse | Connaught |  |  |  |  | 14 |  |  |  |  | 0     |      |

| Legenda | 1º posto     | 2º posto | 3º posto    | A punti         | Senza punti/Non class.  | Grassetto – Pole position Corsivo – Giro più veloce |
| Legenda | Squalificato | Ritirato | Non partito | Non qualificato | Solo prove/Terzo pilota | Grassetto – Pole position Corsivo – Giro più veloce |